# 12 najpiękniejszych kolęd
12 najpiękniejszych kolęd – album muzyczny polskiej wokalistki Maryli Rodowicz, wydany w 2001 roku przez wytwórnię płytową Universal Music Polska. Płyta okolicznościowa stanowiła bezpłatny dodatek do czasopisma Pani Domu. Album stanowi zbiór 12 polskich kolęd.

## Lista utworów
1. „Lulajże, Jezuniu” – 3:46
2. „Dzisiaj w Betlejem” – 2:24
3. „Przybieżeli do Betlejem” – 3:15
4. „Mędrcy świata, monarchowie” – 3:03
5. „Gdy śliczna Panna” – 3:01
6. „Cicha noc” – 3:31
7. „Jezus malusieńki” – 3:45
8. „Oj, maluśki, maluśki” – 2:59
9. „W żłobie leży” – 2:50
10. „Pójdźmy wszyscy do stajenki” – 2:49
11. „Wśród nocnej ciszy” – 2:54
12. „Gdy się Chrystus rodzi” – 3:14

## Twórcy
Opracowano na podstawie materiału źródłowego.
- Zbigniew Krebs: kierownictwo muzyczne, gitara elektryczna i akustyczna, aranżacje, produkcja muzyczna
- Jacek Piskorz: instrumenty klawiszowe
- Marcin Majerczyk: gitara klasyczna
- Artur Lipiński: perkusja
- Wojciech Ruciński: gitara basowa, kontrabas, syntezator („Oj maluśki, maluśki”)
- Chór:

Agnieszka Trojanowicz, Anita Jadacka, Kamil Kuźnik
- Goście:

Paweł Pełczyński: saksofon, flet poprzeczny
Michał Jelonek: skrzypce
Barbara Karp: flety proste
Andrzej Karp: conga, gitara, shaker,  produkcja muzyczna („Pójdźmy wszyscy do stajenki”)